# Anna Wagner
Anna Wagner, również jako Anna Baraniecka, Anna Baraniecka-Wagner (ur. 16 kwietnia 1943 w Strzałkowie) – polska montażystka filmowa i realizatorka filmów dokumentalnych.

## Życiorys
Laureatka Nagród Komitetu ds. Radia i Telewizji w 1973 za twórczość radiową i telewizyjną (za realizację filmów dokumentalnych: NRF w godzinie ratyfikacji i NRF w godzinach wyborów). Dwukrotnie nominowana do Polskiej Nagrody Filmowej, Orzeł:
- w 2007 za montaż filmu Kochankowie z Marony,
- w 2012 za montaż filmu W imieniu diabła.

## Wybrana filmografia
jako autorka montażu:
- Życie Kamila Kuranta (1982) – serial
- Dorastanie (1987) – serial, odc. 1–2, 4–6
- Cudze szczęście (1997)
- Boża podszewka (1997) – serial
- Jak narkotyk (1999)
- Moje pieczone kurczaki (2002)
- Boża podszewka. Część druga (2005) – serial
- Kochankowie z Marony (2005)
- W imieniu diabła (2011)